# 1901 a vasúti közlekedésben
Ez a szócikk a 1901-ben történt vasúti eseményeket mutatja be.

## Események a világban

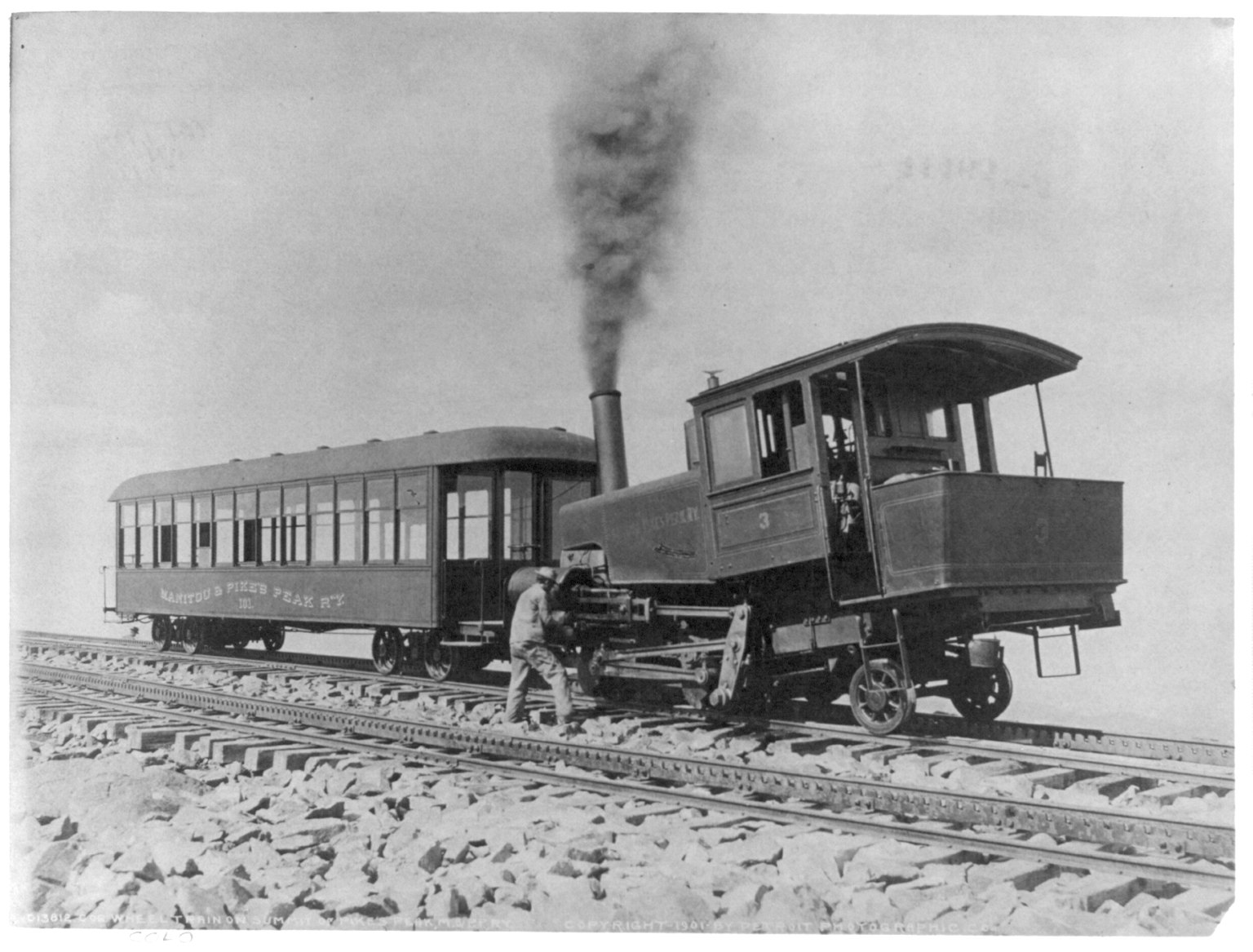
Szerelvény a Pikes Peak fogaskerekű vasút vonalán 1901-ben (Pikes Peak, Colorado, USA)

- március 1. - Megnyitották a nagyközönség előtt a Wuppertali függővasutat[1]
- május 27. - Japánban átadják a Kóbe és Simonoszeki közötti vasútvonalat.[2]
- június 24. - Megkezdődött a Tauernbahn építése (1909-ben adták át)
- december 2. - Trondheimben átadják az első villamosvonalat - itt közlekedik a világ legészakabbra fekvő villamosjárata.[3]

## Események Magyarországon
- Megindul a forgalom az Almamelléki Állami Erdei Vasúton (Zselici Csühöngő).[4]
- A kőkapui Károlyi-vadászkastély alá ásott alagúttal 7-ről 11 kilométeresre hosszabbították a Pálházi Állami Erdei Vasút vonalát.[5]